# Blanka Lipińska

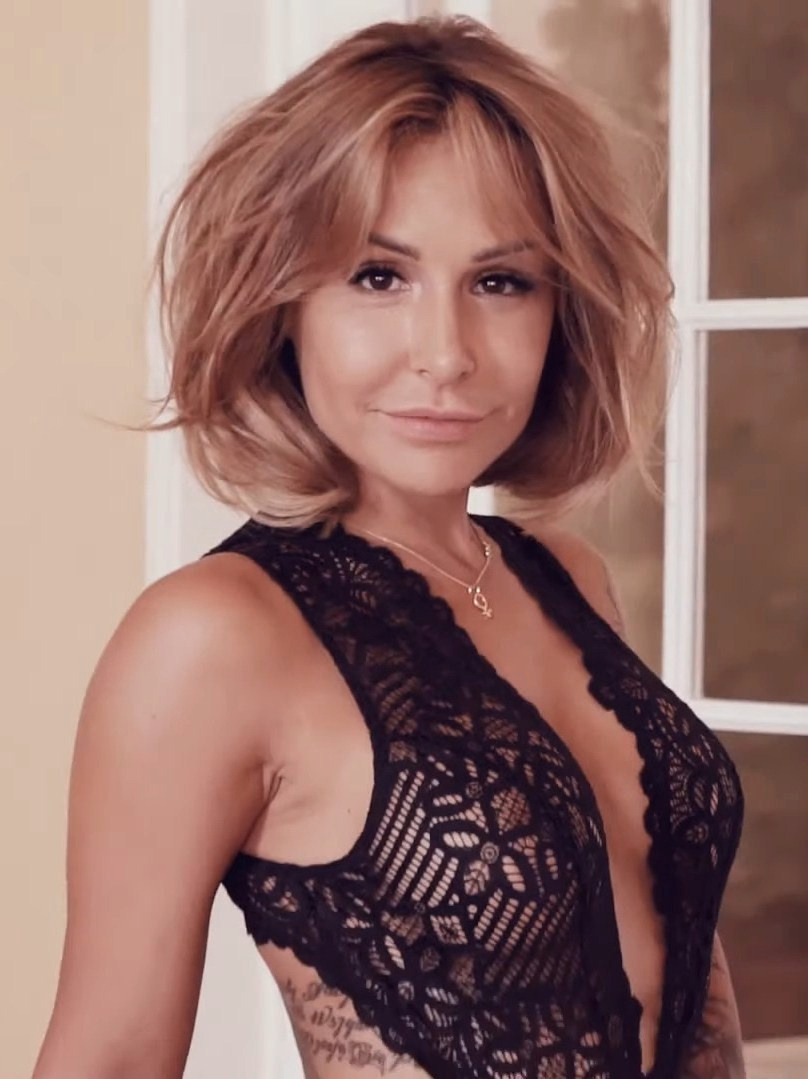
Blanka Lipińska (2019)

Blanka Lipińska (* 22. Juli 1985 in Puławy, Polen) ist eine polnische Schriftstellerin.

## Leben
Lipińska absolvierte ihren Schulabschluss in ihrer Geburtsstadt Puławy. Sie arbeitete als Therapeutin, Managerin eines Nachtclubs und war von 2012 bis 2019 als Promoterin für die polnische Kampfsportliga Konfrontacja Sztuk Walki tätig. Während dieser Zeit begann sie mit dem Schreiben und stellte 2014 ihren ersten Roman fertig.
2018 veröffentlichte der Verlag Edipresse Polska das Buch. Unter dem Titel 365 dni (365 Tage) wurde die Liebesgeschichte mit den Hauptfiguren Don Massimo Torricelli, einem Mafiaboss, und der Geschäftsfrau Laura Biel veröffentlicht. Wegen der Vermischung kontroverser Themen wie BDSM, Entführungen und expliziten Sexszenen wurde das Buch mit 50 Shades of Grey verglichen. Das Buch wurde ein Bestseller und verkaufte sich über 500.000 Mal in Polen, wodurch Lipińska eine der bestbezahlten Schriftstellerinnen des Landes wurde. Zwei weitere Teile, Ten dzień (Dieser Tag) und Kolejne 365 dni (Weitere 365 Tage), vervollständigten die Romantrilogie innerhalb eines Jahres.
Am 7. Februar 2020 erschien mit 365 Tage die von Barbara Białowąs und Tomasz Mandes inszenierte Literaturverfilmung des ersten Romans in den polnischen Kinos.

## Werke (Auswahl)
- 365 dni (2018)
- Ten dzień (2018)
- Kolejne 365 dni (2019)